# Look At Me Now
Look At Me Now(룩 앳 미 나우)는 미국의 가수 크리스 브라운의 노래이다. F.A.M.E.에 수록되어 있으며, 피쳐링에는 버스타 라임스와 릴 웨인이 참여했다. 빌보드 핫 100차트 최고 기록은 6위이다.

## 곡 목록
- Digital download[1]

1. "Look at Me Now" (Explicit version) (featuring Busta Rhymes and Lil Wayne) – 3:43
2. "Look at Me Now" (Edited version) (ft. Busta Rhymes and Lil Wayne) – 3:43